# Caroline Kortenhorst
Caroline Louise Kortenhorst (Njinikom (Kameroen), 21 april 1965) is een Nederlands beeldhouwer, schilder en tekenaar..

## Privé
Caroline Kortenhorst werd geboren in Kameroen als dochter van Louis Felix (Loek) Kortenhorst (1928-2006) en Liesbeth Verstege (1935). 
Haar vader, die in Wageningen Tropische Landbouwplantenteelt had gestudeerd, werkte daar als projectleider bij een vrijwilligersproject voor jongeren. Ze is een kleindochter van de schilder Louis Kortenhorst (1884-1966).

## Opleiding en werk
Kortenhorst studeerde een aantal jaren mode en vervolgens architectonische vormgeving aan de Hogeschool voor de kunsten Arnhem in Arnhem (1982-1990) en deed mee aan Beroepskunstenaars In de Klas (2005-2006). Ze maakt beelden in allerlei formaten, van handzaam tot monumentaal, waarvoor ze verschillende materialen gebruikt: staal, aluminium, papier, tape, isolatieschuim, keramiek, brons, potlood- en pentekeningen en pvc-buis. Ook geeft ze werklessen en begeleidt ze beeldende kunstactiviteiten voor kinderen en volwassenen. Met Bas Maters en Mark Oonk vormt Kortenhorst het kunstenaarscollectief abals, dat interactieve kunst maakt voor de openbare ruimte.

## Werken (selectie)
- De verbeelding van een bewogen historie (1994), Markt, Zaltbommel
- Gotisch hert (1997), Dieren, gemeente Rheden
- Ledenmaatjes (1999), bij het CTP Veldzicht in Balkbrug, in opdracht van de Rijksgebouwendienst
- Markefoon (2000) in de gemeente Zevenaar in Angerlo, Giesbeek en Lathum (a.b.a.l.s.)
- Bosbesbeest (2001), Groesbeek
- Ma de majesteit (2004), Boxmeer
- De schelp van Oosterheem (2007), Oosterheem (Zoetermeer) (met M. Oonk)
- De Boom van de Buren van de Betuwe (2010), Buren, Gelderland

## Afbeeldingen

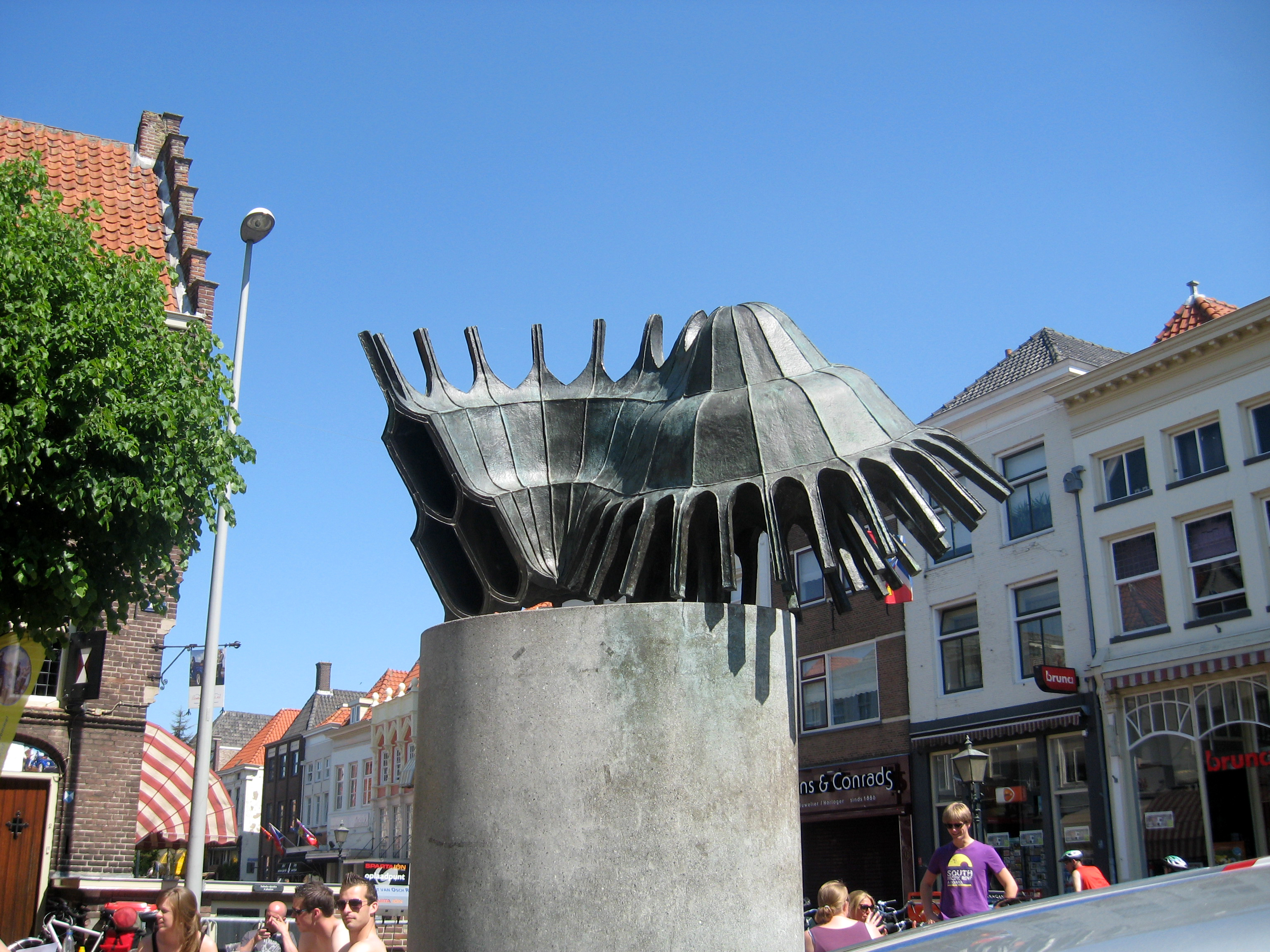
De verbeelding van een bewogen historie, Zaltbommel
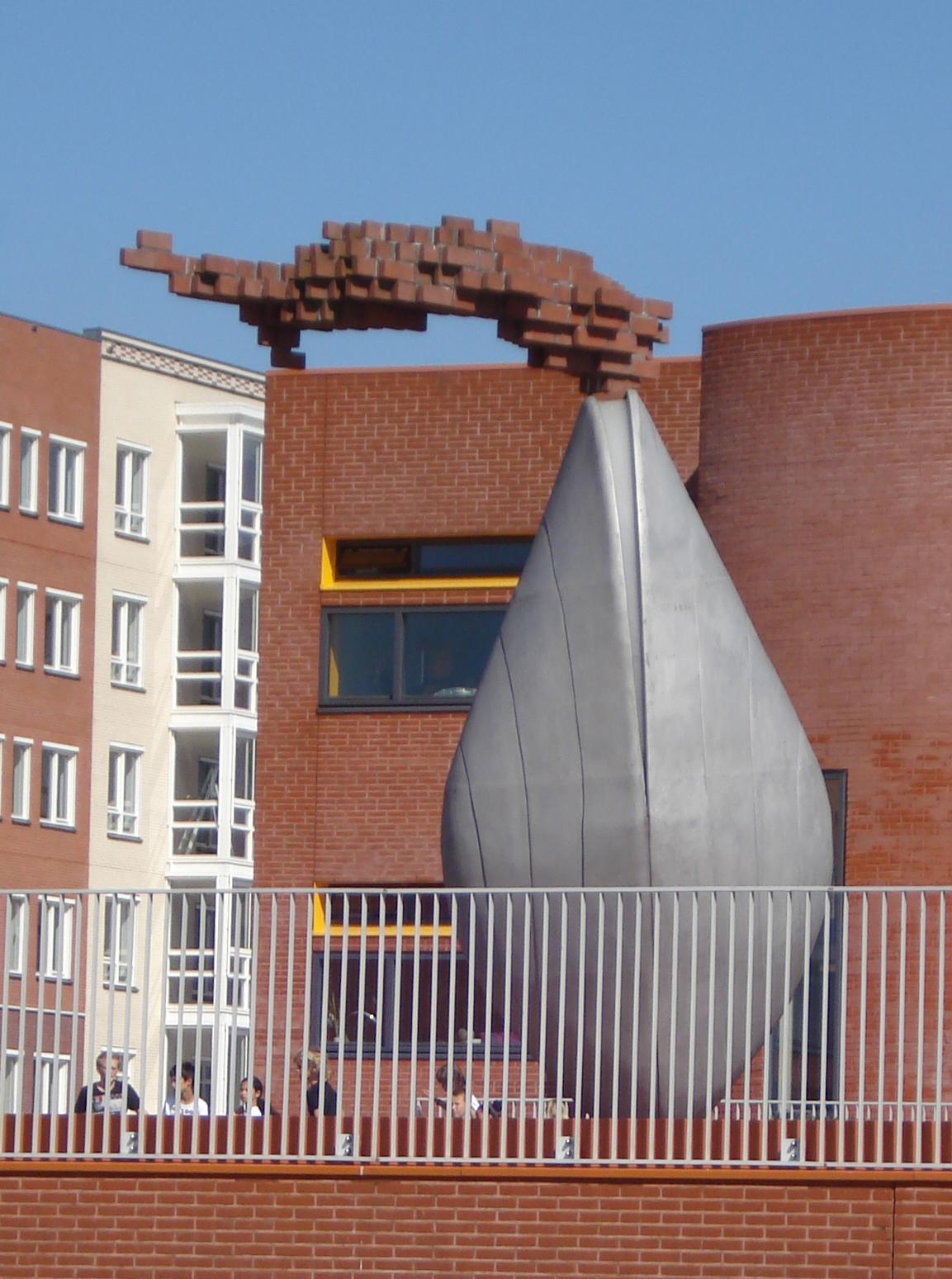
Schelp van Oosterheem, Zoetermeer

- RKD-Nederlands Instituut voor Kunstgeschiedenis: 45982